# Distretto di Qala-i-Kah
Il distretto di Qala-i-Kah è un distretto nella parte occidentale della provincia di Farah, in Afghanistan, al confine con l'Iran. La popolazione supera i 21.000 abitanti. La principale città, Qala-i-Kah, si trova a 612 m s.l.m.